# Star Wars Rebels
Star Wars Rebels es una serie de televisión de animación 3D CGI creada por Dave Filoni, Simon Kinberg y Carrie Beck y producida por Lucasfilm Animation. La serie es parte de la franquicia Star Wars, ambientada 15 años después de Star Wars: Episodio III - La Venganza de los Sith y avanzando hasta los eventos de Una nueva esperanza, siguiendo los pasos de la tripulación de la nave espacial Ghost y sus aventuras mientras luchan contra el Imperio Galáctico y sientan las bases de la Alianza Rebelde.El estilo visual de Star Wars Rebels está inspirado en los trabajos de arte conceptual de la trilogía original, realizados por Ralph McQuarrie. 
La serie se estrenó con su episodio piloto, de 44 minutos de duración titulado «La Chispa de la Rebelión», en Disney Channel el día 3 de octubre del 2014, continuando tras ello su emisión en Disney XD, con una primera temporada de 14 episodios, que finalizó en marzo de 2015. El 2 de octubre de 2014, la serie fue renovada para una segunda temporada. La tercera temporada se anunció el 30 de noviembre de 2015. La cuarta y última temporada se estrenó el 16 de octubre de 2017, con otra película para televisión de una hora, Heroes of Mandalore. Su último episodio se emitió el 5 de marzo de 2018.
La serie ha sido generalmente bien recibida con varios premios y nominaciones. Rebels obtuvo elogios por su escritura, personajes, actuación de voz, partitura y expansión de la mitología de la franquicia, aunque recibió algunas críticas por su animación. El programa fue nominado para el premio Critics 'Choice Television Award a la mejor serie animada y el premio Primetime Emmy al programa infantil destacado. Rebels se convirtió en el primer ganador del Premio Saturn a la Mejor Serie Animada en Televisión, ganando en sus dos últimas temporadas.
Se han lanzado varios medios relacionados para ampliar la tradición de la serie, como la serie de cómics Kanan, la novela A New Dawn y la serie de novelas Thrawn. Los personajes, las historias y los elementos introducidos en la serie también aparecerían en producciones posteriores de Star Wars, con una continuación de su historia en la serie de acción real de Disney+ Ahsoka.

## Premisa
Catorce años después de la caída de la República Galáctica y la Orden Jedi y el surgimiento del Imperio Galáctico, un variopinto grupo de rebeldes se une a bordo de un carguero ligero llamado Fantasma y comienza a realizar operaciones encubiertas contra las fuerzas imperiales en y alrededor del planeta Lothal y en otros planetas amenazados por el Imperio.

## Temporadas
| Temporada | Temporada | Episodios | Fecha de estreno Original | Fecha de estreno Original | Fecha de estreno Hispanoamérica | Fecha de estreno Hispanoamérica | Fecha de estreno España  | Fecha de estreno España  |
| Temporada | Temporada | Episodios | Inicio                    | Final                     | Inicio                          | Final                           | Inicio                   | Final                    |
| --------- | --------- | --------- | ------------------------- | ------------------------- | ------------------------------- | ------------------------------- | ------------------------ | ------------------------ |
|           | Cortos    | 4         | 11 de agosto de 2014      | 1 de septiembre de 2014   | 21 de agosto de 2014            | 5 de septiembre de 2014         | 21 de agosto de 2014     | 3 de septiembre de 2014  |
|           | 1         | 15        | 3 de octubre de 2014      | 2 de marzo de 2015        | 4 de octubre de 2014            | 4 de mayo de 2015               | 3 de octubre de 2014     | 29 de marzo de 2015      |
|           | Especial  | Especial  | 4 de mayo de 2015         | 4 de mayo de 2015         | 26 de septiembre de 2015        | 26 de septiembre de 2015        | 13 de septiembre de 2015 | 13 de septiembre de 2015 |
|           | 2         | 22        | 20 de junio de 2015       | 30 de marzo de 2016       | 10 de octubre de 2015           | 4 de mayo de 2016               | 5 de julio de 2015       | 29 de mayo de 2016       |
|           | 3         | 22        | 24 de septiembre de 2016  | 25 de marzo de 2017       | 12 de noviembre de 2016         | 6 de mayo de 2017               | 15 de octubre de 2016    | 21 de julio de 2017      |
|           | 4         | 15        | 16 de octubre de 2017     | 5 de marzo de 2018        | 21 de enero de 2018             | 4 de mayo de 2018               | 4 de noviembre de 2017   | 4 de mayo de 2018        |

## Reparto
Star Wars Rebels se centra en seis personajes principales, que forman la tripulación de la nave Ghost (Espíritu en España, Fantasma en Hispanoamérica):

### Principales
- Taylor Gray como Ezra Bridger:

Un muchacho huérfano de catorce años sensible a La Fuerza que nació y creció en el planeta Lothal, situado en los territorios del Borde Exterior, subyugados por el Imperio Galáctico. Desconoce completamente que ocurrió con sus padres y sobrevive como estafador y pícaro ladrón hasta que se unió en la tripulación del Ghost, para aprender el camino de la Fuerza como Padawan de Kanan Jarrus.
- Freddie Prinze Jr. como Kanan Jarrus:[6]

Un joven y maduro Jedi sobreviviente a la Orden 66. Al pasar a la clandestinidad, dejó los caminos de la Fuerza durante un tiempo, sustituyendo su sable de luz azul por un bláster, su nombre de nacimiento es Caleb Dume, pero al pasar al exilio cambió su nombre a Kanan Jarrus. Arrogante y a menudo sarcástico, Jarrus esta ansioso por ayudar y luchar contra el Imperio Galáctico. Tras conocer a Ezra Bridger, un chico de catorce años sensible a la Fuerza, se convertirá en su mentor.
- Vanessa Marshall como Hera Syndulla:

Una Twi'lek que es una competente piloto, además de ser la propietaria del Ghost. Filoni la describió como «un personaje de mentalidad fuerte, el corazón del grupo, que mantiene a todos unidos cuando de otra forma no podrían». Su padre, Cham Syndulla, apareció en Star Wars: The Clone Wars.
- Steve Blum como Garazeb "Zeb" Orrelios:

Un Lasat que es un hábil guerrero, entrenado en su planeta natal, cuyo pasatiempo favorito es golpear Stormtroopers y que mantiene una relación fraternal con Ezra.
- Tiya Sircar como Sabine Wren:

Una mandaloriana experta en explosivos, hábil con sus blasters, saboteadora y diseñadora artística de grafitis, tanto para personalizar su armadura como para dejar un símbolo cada vez que la tripulación del Ghost ataca objetivos imperiales de gran importancia.
- C1-10P, conocido como Chopper:

El irritante y molesto droide astromecánico del Ghost. Hecho con piezas de repuesto, a diferencia de muchos otros droides, a Chopper no le importa ser querido por las personas con quien trabajaba. Siempre irascible, obstinado e irritable, Chopper siempre ayuda a salvar el día, lo que lleva a sus compañeros a perdonar su peculiar y odiosa personalidad. El productor ejecutivo Dave Filoni comentó que si R2D2 era como un «perro fiel», Chopper sería más comparable con un gato.

### Recurrentes
- David Oyelowo como Agente Kallus: Un miembro de la Oficina de Seguridad Imperial que se encarga de detectar y perseguir células rebeldes.[13]

- Jason Isaacs como El Gran Inquisidor: Un misterioso y siniestro agente imperial de la raza Pau'an enviado por Darth Vader con el objetivo de rastrear y asesinar a los Jedis supervivientes a la Orden 66.[14] «Es frío, analítico y no está siempre enfadado» dijo de él Pablo Hidalgo, miembro del departamento de continuidad de Lucasfilm.[14]

- Stephen Stanton como el Grand Moff Tarkin: El Gobernante Imperial del Borde Exterior. Cuando Kanan y su grupo se convierten en una amenaza difícil para Kallus y el Inquisidor, se aparece en Lothal para hacerse cargo personalmente de la situación.

- Keith Szarabajka como Cikatro Vizago: Un devaroniano que dirige los suburbios de Lothal y contacto de la tripulación del Ghost.
- Kath Soucie como
  - Maketh Tua (temporada 1-2): nativa de Lothal y ministra del Imperio Galáctico, y graduada de la Academia Imperial
  - Mira Bridger (temporada 1-2, 4), la madre de Ezra, que fue capturada por el Imperio.
- Dee Bradley Baker como
  - Kassius Konstantine (temporada 1-3), un almirante desdeñoso de la Armada Imperial a cargo del bloqueo imperial en Lothal y luego ayudando en la persecución de la rebelión del Imperio.
  - Ephraim Bridger (temporada 1-2, 4): el padre de Ezra, que fue tomado cautivo por el Imperio.
  - Capitán Rex (temporada 2-4): un ex soldado clon de alto rango, que sirvió a las órdenes de Anakin Skywalker en las Guerras Clon. También da voz al comandante Wolffe y al capitán Gregor.

- Ashley Eckstein como Ahsoka Tano: Ex-padawan Jedi sobreviviente a la Orden 66. Utiliza la identidad de "Fulcrum", para informar secretamente a Hera con información relevante sobre objetivos imperiales importantes.
- Keone Young como el comandante Jun Sato (temporadas 2-3): el líder de la célula rebelde del Escuadrón Fénix.

- Sarah Michelle Gellar como la Séptima Hermana: Una inquisidora mirialana[15]
- Philip Anthony-Rodriguez como Quinto Hermano: Un Inquisidor de una especie desconocida y socio de la Séptima Hermana.
- Sam Witwer como Maul: Un Lord Sith rebelde y ex aprendiz de Darth Sidious que busca cazar a su némesis Obi-Wan Kenobi.
- Lars Mikkelsen como el Gran Almirante Thrawn: Un alto oficial Chiss del Imperio Galáctico conocido por su astucia táctica.
- Mary Elizabeth McGlynn como Arihnda Pryce (temporada 3-4): Oficial de alto rango del Imperio Galáctico y gobernadora del sector Lothal. Se la menciona en temporadas anteriores, pero no aparece físicamente hasta S3.
- Tom Baker como Bendu (temporada 3): Un extraterrestre sensible a la Fuerza que residía en el remoto planeta de Atollon y representaba el "centro" de la Fuerza, entre el lado luminoso y el lado oscuro.

### Estrellas invitadas
- James Earl Jones como Darth Vader.[16][17]
- James Arnold Taylor como Obi-Wan Kenobi.
- Anthony Daniels como C-3PO.
- R2-D2.
- Phil LaMarr como Bail Organa.
- Jim Cummings como Hondo Ohnaka
- Clancy Brown como Ryder Azadi
- Kevin McKidd como Fenn Rau
- Zachary Gordon como Mart Mattin
- Forest Whitaker como Saw Gerrera
- Frank Oz como Yoda.
- Billy Dee Williams como Lando Calrissian.
- Julie Dolan como la princesa Leia Organa
- Ray Stevenson como Gar Saxon
- Tom Kane como Wullf Yularen
- Katee Sackhoff como Lady Bo-Katan Kryze
- Nathan Kress como Wedge Antilles
- Genevieve O'Reilly como Mon Mothma

## Doblaje
| Personaje     | Voz original en Inglés | Voz en español castellano | Voz en español de Hispanoamérica |
| ------------- | ---------------------- | ------------------------- | -------------------------------- |
| Ezra Bridger  | Taylor Gray            | Álvaro Reina              | Memo Aponte                      |
| Kanan Jarrus  | Freddie Prinze Jr.     | Claudio Serrano           | Arturo Mercado Jr.               |
| Hera Syndulla | Vanessa Marshall       | Margot Lago               | Natalia Bernodat                 |
| Sabine Wren   | Tiya Sircar            | Ana Esther Alborg         | Constanza Lechuga                |
| Zeb Orrelios  | Steven Jay Blum        | Rafael Azcárraga          | Enrique Cervantes                |
| Agente Kallus | David Oyelowo          | Eduardo Del Hoyo          | Raúl Anaya                       |
| El Inquisidor | Jason Isaacs           | Juan Antonio Arroyo       | Leonardo Agustín                 |

## Producción
Vamos a mostrar los orígenes de la Rebelión. Cuando nuestra serie comienza, aún no existe la Alianza Rebelde; empezamos desde un grupo de rebeldes. Será muy interesante ver cómo esto evoluciona hasta llegar a la formación de la Alianza Rebelde.
Greg Weisman, productor ejecutivo, para la Star Wars Insider 146

El productor ejecutivo de Star Wars Rebels, Simon Kinberg estuvo involucrado en la concepción de la serie; se originó tras el deseo de este de crear una serie de televisión de la franquicia Star Wars centrada en la Alianza Rebelde. La serie tiene lugar entre Star Wars: Episodio III - La venganza de los Sith y Star Wars: Episodio IV - Una nueva esperanza. El equipo de desarrollo de la serie quiso diferenciarla de su predecesora, Star Wars: The Clone Wars, al basar los diseños y entornos visuales en el trabajo del artista conceptual Ralph McQuarrie, que trabajó extensamente en la primera trilogía de películas desde 1977.
El veterano escultor de Lucasfilm Darren Marshall, que ya trabajó en Star Wars: The Clone Wars antes de su cancelación, creó esculturas de los personajes principales de Rebels antes de abandonar la empresa en junio de 2013.  En diciembre de 2013, el equipo de producción había finalizado el primer desarrollo de la primera temporada y comenzó a animar el primer episodio. En enero de 2014, la mitad de los guiones de la primera temporada estaban finalizados y cinco episodios ya habían sido doblados. El departamento de sonido había concluido su trabajo, incluyendo el tema principal de la serie. Greg Weisman, que se unió como productor ejecutivo en mayo de 2013, comentó que la serie llevaba en desarrollo un tiempo antes de su llegada.
El 17 de enero de 2014, el supervisor de animación Keith Kellogg anunció que el primer episodio ya estaba completado. Como ayuda para animar la serie, Lucasfilm desarrolló una herramienta especial para el software Adobe Photoshop que emula el estilo artístico de Ralph McQuarrie; El aspecto de la serie también toma influencia del trabajo de Hayao Miyazaki, el favorito de la presidenta de Lucasfilm Kathleen Kennedy. Simon Kinberg escribió los dos primeros episodios, que sirven como un arco argumental corto que presenta los personajes. En marzo de 2014, la primera temporada había sido trazada, y de acuerdo con Greg Weissman, la serie constaría de tres actos argumentales principales, siendo la primera temporada el primero de ellos, mientras que el segundo y tercero ocuparían más de una temporada.
Star Wars Rebels es supervisada por sus tres productores ejecutivos: Dave Filoni, que también supervisó The Clone Wars; Simon Kinberg y Greg Weisman.  Además de Filoni, el equipo de producción de Rebels incorpora algunos miembros de Star Wars: The Clone Wars: Athena Yvette Portillo como productora en línea, Kilian Plunkett como director artístico, Joel Aron como supervisor de efectos especiales, Keith Kellogg que es supervisor de animación y Steward Lee, director de episodios. A Lee, que ha colaborado durante un mucho tiempo con Filoni, se unirá su hermano Steve Lee, un veterano de LucasArts.  Pablo Hidalgo, miembro de Lucasfilm Story Group, supervisará la continuidad de serie. Hidalgo estableció que, en la cronología interna, la serie comienza aproximadamente en el 5 ABY, tras catorce años de gobierno del Imperio Galáctico.

### Promoción y emisión
Star Wars Rebels fue anunciada el 11 de marzo de 2013, como una nueva serie (por entonces sin nombre) que sustituiría a Star Wars: The Clone Wars. El 20 de mayo se anunció el nombre y las tentativas fechas de emisión en una conferencia de prensa. La serie se estrenará a finales de 2014 con un especial de una hora de duración que se compondrá de los dos primeros episodios escritos por Simon Kinberg y será emitida en Disney Channel. Tras el estreno, la serie continuará emitiéndose semanalmente en el canal Disney XD. Cada temporada de la serie constará de 16 episodios, según Kinberg.
El primer avance de la serie fue publicado en el canal de Star Wars en YouTube, el 7 de octubre de 2013. Los personajes protagonistas fueron mostrados por primera vez en enero de 2014, en la Feria Internacional del Juguete de Núremberg, en modelos de LEGO. El 4 de febrero de 2014, Lucasfilm distribuyó seis pósteres promocionales de la artista Amy Beth Christenson en Internet. Los diseños, presentados a modo de propaganda imperial, formaron parte de una campaña de marketing por correo, en la que postales de edición limitada con los diseños fueron enviadas a 2500 personas de todo el mundo el 5 de febrero. Con las seis postales juntas, podía verse el logotipo de Rebels. Empezando con Kanan Jarrus el 12 de febrero, una serie de vídeos sobre los cinco personajes principales fueron mostrados en Youtube. Dicho material fue distribuido independientemente por noticiarios estadounidenses como TV Guide, IGN y Entertainment Weekly, para ser posteriormente añadidos al canal de Youtube de Star Wars. El episodio piloto fue emitido en la Convención Internacional de Cómics de San Diego de 2014, con buena recepción por parte de los aficionados.
La serie se estrenó el 3 de octubre de 2014, en un episodio de una hora de duración emitido por Disney Channel simultáneamente, en 33 idiomas y 163 países. La emisión normal se inició el 13 de octubre, ya en su canal habitual Disney XD. También se emitirá a través de Vídeo bajo demanda en WATCH Disney XD.

## Recepción
En el sitio web de reseñas Rotten Tomatoes, la primera temporada recibió una puntuación positiva del 92%, basada en 13 reseñas con una calificación promedio de 8,20/10, el consenso de críticos del sitio web dice: "Rebels agrega una nueva dimensión a un sector inexplorado de la cronología de Star Wars, insertando un grupo heterogéneo de personajes adorables en una aventura galáctica que todas las edades pueden disfrutar". Las temporadas 2 y 3 recibieron una puntuación del 100 % según 6 reseñas para la temporada 2 y 6 reseñas para la temporada 3, con una calificación promedio de 7,40/10 para la temporada 2 y 9/10 para la temporada 3. La temporada 4 recibió una puntuación del 100 %. puntuación basada en 10 reseñas con una calificación promedio de 9.20/10, el consenso de los críticos del sitio web dice: "La Fuerza está con estos rebeldes  en una conclusión emocionante que aprovecha las fortalezas de sus personajes y al mismo tiempo ofrece un gran espectáculo galáctico".  En Metacritic, la primera temporada tiene una puntuación promedio ponderada de 78 sobre 100 basada en 4 críticas, lo que indica "críticas generalmente favorables". 
IGN y Variety en particular elogiaron mucho la película piloto, Spark of Rebellion , y su única crítica fue la aparición de los wookiees en la película, citada como no tan impresionante en comparación con el resto de la animación.  SyFy Wire llama a la serie "Pura diversión", afirmando además que "captura el asombro y la alegría de Una nueva esperanza y es "temáticamente ambiciosa" con un "borde dramático".  Emily Ashby de Common Sense Media calificó la serie de "emocionante" con violencia de dibujos animados y "mensajes positivos". Ashby también argumentó que la serie tiene un "amplio atractivo para niños y adultos", particularmente aquellos interesados en Star Wars. 

### Premios
| Año  | Premios        | Categoría                         | Nominados         | Resultado | Ref.   |
| ---- | -------------- | --------------------------------- | ----------------- | --------- | ------ |
| 2016 | Premios Saturn | Mejor serie animada en televisión | Star Wars: Rebels | Ganadora  | [ 42 ] |
| 2017 | Premios Saturn | Mejor serie animada en televisión | Star Wars: Rebels | Ganadora  | [ 42 ] |

## Otros medios

### Películas
Chopper y el Fantasma aparecen en la película de 2016 Rogue One: A Star Wars Story. El apellido de Hera se llama en un altavoz en la base Rebelde en Yavin IV, donde se puede ver brevemente a Chopper. Además, el Fantasma participa en la batalla culminante por Scarif. 
El Fantasma también aparece en la película de 2019 Star Wars: The Rise of Skywalker durante la batalla final por Exegol.  La voz de Freddie Prinze Jr. como Kanan Jarrus también se puede escuchar en la película como una de las voces del pasado Jedi que animan a Rey a derrotar al Emperador Palpatine.

### Series de televisión
El Gran Inquisidor y el Quinto Hermano aparecen en Obi-Wan Kenobi, interpretados por Rupert Friend y Sung Kang, respectivamente. 
Los Purrgil aparecen en el episodio de la temporada 3 de The Mandalorian "Capítulo 17: El Apóstata". Zeb hace su debut en acción real en el episodio de la tercera temporada de The Mandalorian, "Capítulo 21: El pirata", con la voz nuevamente de Steven Blum.
Los protagonistas de la serie hacen su aparición en la serie de Disney+ Ahsoka, con Natasha Liu Bordizzo interpretando a Sabine,  Eman Esfandi como Ezray Mary Elizabeth Winstead como Hera. Thrawn vuelve a ser interpretado por Mikkelsen y Filoni vuelve a interpretar la voz de Chopper. Clancy Brown retoma su papel de Ryder Azadi, el gobernador de Lothal. Vinny Thomas aparece como Jai Kell, a quien anteriormente le dio voz Dante Basco. Evan Whitten aparece como Jacen Syndulla, el hijo de Hera y Kanan Jarrus. Temuera Morrison aparece como Rex en el quinto episodio en flashbacks.
Ray Stevenson y Sharmila Devar repiten sus papeles como Gar Saxon y Ursa Wren, respectivamente, en la séptima temporada de Star Wars: The Clone Wars. Freddie Prinze Jr. y Vanessa Marshall repiten sus papeles como versiones más jóvenes de Kanan Jarrus (que entonces todavía usaba su nombre original, Caleb Dume) y Hera Syndulla en tres episodios de Star Wars: The Bad Batch, y el primero también hace breves cameos sin diálogo en la séptima temporada de The Clone Wars y la serie Tales of the Jedi.

### Novelas
El 2 de septiembre de 2014, Del Rey Books publicó Star Wars: A New Dawn, una novela precuela de John Jackson Miller que cuenta la historia de cómo se conocieron Kanan y Hera (ambientada unos seis años antes de la serie). Una de las primeras novelas canónicas de Star Wars lanzadas por Disney Publishing Worldwide y Del Rey Books, incluye un prólogo de Dave Filoni.
En 2017, se lanzó una nueva novela, titulada Thrawn. El libro marcó la entrada del Gran Almirante Thrawn en el canon actual. Fue escrito por el creador original del personaje, Timothy Zahn.  Una secuela de Thrawn titulada Thrawn: Alliances, fue lanzada el 24 de julio de 2018. Exploraba las asociaciones de Thrawn con Darth Vader y Anakin Skywalker.  Otra novela de Thrawn, Thrawn: Treason, fue lanzada el 23 de julio de 2019. Tiene lugar durante los eventos de la cuarta temporada de Star Wars Rebels.
Hera Syndulla continuaría apareciendo en la trilogía de novelas Star Wars: Alphabet Squadron de Alexander Freed, como general del escuadrón de cazas estelares del mismo nombre de la Nueva República recientemente bautizado en los últimos días de la Guerra Civil Galáctica, persiguiendo a las fuerzas imperiales debilitadas después de la batalla de Endor y la muerte del Emperador Palpatine.

### Cómics
Desde el 1 de abril de 2015 hasta el 16 de marzo de 2016, Marvel Comics publicó una serie de cómics de 12 números, titulada Kanan , y ambientada durante los eventos de la primera temporada. Escrita por el ex productor ejecutivo de la serie Greg Weisman e ilustrada por Pepe Larraz, Jacopo Camagni y Andrea Broccardo, la historia se centra en Kanan teniendo recuerdos de sus días como Padawan en el Templo Jedi y las Guerras Clon. También aparecen los otros miembros de la tripulación de Ghost. 
En el verano de 2017, Marvel anunció que se estaba planeando una miniserie de cómics adaptada de la novela Thrawn de Zahn , programada para ser lanzada a principios de 2018. [  los siguientes cinco meses.
Unos días después de que se emitiera el final de la serie, IDW Publishing lanzó el séptimo número de la larga serie de cómics de múltiples épocas Star Wars Adventures , que contenía la primera de un arco cómico de dos partes, ambientado entre la segunda y la tercera temporada, en el que los Espectros se embarcan en una misión para salvar a una rara ave en peligro de extinción de la custodia imperial.  La segunda parte apareció en el siguiente número, que se publicó el 28 de marzo de 2018.